# Zuid-Deense Universiteit
De Zuid-Deense Universiteit (Deens: Syddansk Universitet) is een universiteit in Zuid-Denemarken.
In 1966 werd de Odense Universiteit gesticht, een van de voorlopers van de Zuid-Deense Universiteit. Na een fusie van Universiteit van Zuid, Odense Universiteit en Zuid-Jutland Universitair Centrum, werd in 1998 de naam Syddansk Universitet gebruikt.
Door fusies heeft deze universiteit meerdere vestigingen: Campus Esbjerg, Kopenhagen, Kolding, Odense, Slagelse en Sønderborg.
In 2006 kwam de IOT alsmede het Rijksinstituut voor Volksgezondheid erbij. In 2007 fuseerde het Southern Denmark Business School Centre in Slagelse met de Zuid-Deense Universiteit.